# イベリア半島
イベリア半島（イベリアはんとう、スペイン語・ポルトガル語・ガリシア語:Península Ibérica、カタルーニャ語:Península Ibèrica、バスク語:Iberiar penintsula）は、ヨーロッパの南西に位置する半島である。

## 名称
古代ギリシャ人が半島の先住民をイベレスと呼んだことがイベリア半島の名称の由来である。しかし、もともとは漠然とピレネー山脈の南側に広がる地域をイベリアと呼んだ。一方、イベリア半島を属州としたローマ人はこの地をヒスパニアと呼称したが、このラテン語に由来して現在の「スペイン」は「イスパニア」とも「エスパーニャ」とも呼ばれるようになった。

## 自然地理

### 範囲
ヨーロッパの同緯度地域（南ヨーロッパ）にはイベリア半島、イタリア半島、バルカン半島という3つの大きな半島があり、この中でもっとも西にあるのがイベリア半島である。半島としての特徴は他の2つよりも強く、他の半島よりも標高が高く、海岸線は直線的である。アフリカ大陸とはわずかな距離で隔てられているのみであり、大西洋に面している点でも他の2つとは異なっている。イベリア半島はヨーロッパ大陸の南西端にあり、西側は大西洋に、東側は地中海に面している。さらに細かく見ると、北部は大西洋の一部であるビスケー湾に、東部は地中海の一部であるバレアレス海に面している。
南端はタリファ岬(北緯36度00分15秒 西経5度36分37秒 / 北緯36.00417度 西経5.61028度)、北端はエスタカ・デ・バレス岬(北緯43度47分38秒 西経7度41分17秒 / 北緯43.79389度 西経7.68806度)、西端はロカ岬 (北緯38度46分51秒 西経9度29分54秒 / 北緯38.78083度 西経9.49833度)、東端はクレウス岬である。北緯44度線と北緯36度線、西経9度線と東経3度線の間に位置し、日本でいえば北端は札幌市、南端は東京都とほぼ同緯度である。東西は約1,100km、南北は約1,000kmである。ざっくりと言えばイベリア半島は八角形の形状を持ち、その形状は「雄牛の皮」に例えられる。これは古代ギリシアの地理学者であるストラボンが半島の形状を「球状の四角形」であるとして牛皮と比較したことに遡る。
半島の付け根には長さ435kmのピレネー山脈が広がり、3,000m級の峰々がイベリア半島とフランスを分けている。南西端はジブラルタル海峡がイベリア半島とアフリカ大陸を隔てており、海峡のもっとも狭い部分はわずか14kmである。17世紀にはフランス王ルイ14世が「ヨーロッパはピレネーで終わる」という言葉を残した。類似する表現に「ピレネーの向こうはアフリカである」「アフリカはピレネーに始まる」などがあり、いずれもヨーロッパ人がイベリア半島に対して抱いてきた異国趣味や優越感を表しているが、これらの言葉を初めて残したのが誰かは定かでない。イベリア半島はしばしば「文明の十字路」と呼ばれる。スペインの歴史学者ペドロ・ラインはイベリア半島を「辺縁ヨーロッパ」であるとした。
イベリア半島の面積は58万1,353km2であり、うち約21万km2は標高610-760mに広がるメセタと呼ばれる広大な台地である。メセタはセントラル山系によって北メセタと南メセタに分けられており、北メセタは平均標高700-800m、南メセタは平均標高600-700mである。 スペインがイベリア半島の総面積の84.7%を、ポルトガルが総面積の15.2%を占めており、残りのごくわずかな比率をアンドラ公国とイギリス領ジブラルタルが占めている。メセタは東から西に向かうにつれて緩やかに標高が低下し、ポルトガルのアレンテージョ地方では標高約200mである。周囲を標高2,000-3,000mの山脈に囲まれたメセタの存在によって、イベリア半島はイタリア半島やバルカン半島とは異なる大陸的特徴を有する。従来から半島の中心はマドリード都市圏南部のヘタフェであるとされている。半島の主要河川の大半はメセタに水源があり、山地にある標高の低い部分を突いて大西洋や地中海に向かって流れている。

### 海岸線
イベリア半島の周囲全体の7/8は大西洋か地中海に面しており、海岸線長は4,118km（スペインが3,144km、ポルトガルが974km）であるとされる。最終氷期の最寒冷期（最盛期、LGM）には現在よりも115-120m水位が低く、この時期を最低値として現在まで約4,000年かけて徐々に水位を上昇させた。その際に沈降によって形成された大陸棚は今日でも海面下に残っている。大西洋側の大陸棚は決して広大ではなく、海底は大陸棚から急激に深度を深める。南北長が700kmに及ぶ大西洋の大陸棚は、沖合からわずか10-65kmまでの範囲と推定されている。500mの等深線が大陸棚の縁であり、大陸棚から離れると水深1,000mに落ち込む。イベリア半島の沿岸海域の海底地形は、石油掘削の過程で広く研究されている。ビスケー湾やイベリア半島西側の沖合には、水深4,800mのイベリア深海平原がある。
半島を取り巻く長い海岸線、地中海と大西洋の海流（カナリア海流・メキシコ湾流）によって、外部から他者を受け入れることが容易であり、またイベリア半島から他地域に移民するのにも都合がよかった。さらには、イベリア半島の沖合に存在するバレアレス諸島とカナリア諸島は、半島と他地域を繋ぐ中継地となった。海岸線の長さやピレネー山脈の存在から、イベリア半島は「ほとんど島国に等しい存在」とされることもある。

### 河川

イベリア半島の主要河川

イベリア半島を流れる主要河川には、ミーニョ川、ドゥエロ川/ドウロ川、タホ川/テージョ川、グアディアナ川、グアダルキビール川、セグラ川、フカル川、エブロ川などがある。ドゥエロ川/ドウロ川、タホ川/テージョ川、グアディアナ川、グアダルキビール川、エブロ川はイベリア半島の5大河川と呼ばれ、地中海に注ぐエブロ川を除く4河川は大西洋に注いでいる。
イベリア半島でもっとも長い河川はタホ川/テージョ川である。大西洋に注ぐミーニョ川、ドゥエロ川/ドウロ川、タホ川/テージョ川、グアディアナ川などは一部でスペインとポルトガルの自然的国境となっている。ビスケー湾に注ぐビダソア川は下流部でスペインとフランスの自然的国境となっている。ピレネー山中のフランス領土であるセルダーニュ・フランセーズを流れるセグラ川は、アンドラ公国の大部分を流域とするバリラ川を集めた後にスペインでエブロ川に合流する、イベリア半島で唯一3か国を流れる河川である。
イベリア半島を流れる河川は激しい流れ・流量の少なさ・流量の不規則さなどを特徴としている。エスパーニャ・ベルデをビスケー湾に向かって流れる河川は相対的に季節的流量変動が少ないが、乾燥する地域を流れて地中海に注ぐ河川は相対的に流量変動が大きい。ガリシア地方を流れるミーニョ川は春季と夏季の流量差が3倍程度であるものの、大西洋に注ぐグアダルキビール川は15倍にのぼり、地中海に注ぐ河川はさらに大きな流量差となる。
流量の乏しさは降水量の少なさに起因するものであり、内陸部のメセタと海岸部を結ぶ航行可能な河川は存在しない。イギリスやフランスのように運河を建設して物資を輸送することもできず、モータリゼーションが進行した現代まで海岸部と内陸部の交流は乏しかった。近世まで、マドリードから北東岸のバルセロナまで約2週間、マドリードから南部のセビリアまで約10日間を要した。イベリア半島の主要河川に橋を架けることは困難であり、歴史的に諸地域の自然境界となった。タホ川/テージョ川のトレドからスペイン＝ポルトガル国境まで（中下流域）の範囲には、近代まで4つの橋しか架けられなかった。グアダルキビール川のみは早くから河口から約85km地点に位置するセビリアまでの航行が可能であり、スペイン帝国はセビリアを大西洋貿易の独占港とした。コルドバも河川交通の要所として機能し、近代以前にはセビリアからコルドバまでの間に1つの橋も存在しなかった。1717年に新大陸との交易拠点が大西洋岸のカディスに移されると、グアダルキビール川沿岸都市の重要性は低下した。
メセタは西部を除いて高い山脈に囲まれており、北はカンタブリア山脈、南はシエラ・モレナ山脈に阻まれている。メセタ中央部にはセントラル山系があり、メセタ北部（旧カスティーリャ）とメセタ南部（新カスティーリャ）を隔てている。ポルトガルを除けば小規模な海岸平野しかないが、エブロ川流域にはエブロ平原が、グアダルキビール川流域にはグアダルキビール平原（アンダルシア平原）が、いずれも内陸にむかって長く伸びている。いずれも上流部を頂点とする楔形をしており、ほぼ同規模の低地であるが、カタルーニャ海岸山脈の存在によってエブロ平原は内陸性を有する。広大なメセタと小規模な海岸平野という地形的な特徴により、イベリア半島はしばしば「カスティーリャの広間と、それをとりまくいくつかの小部屋」に例えられる。
| イベリア半島の主要河川 | イベリア半島の主要河川 | イベリア半島の主要河川 | イベリア半島の主要河川                       |
| 河川名                 | 全長 (km)              | 流域面積 (km2)         | 国                                           |
| ---------------------- | ---------------------- | ---------------------- | -------------------------------------------- |
| エブロ川               | 910                    | 86,100                 | スペイン、フランス（支流）、アンドラ（支流） |
| タホ川/テージョ川      | 1,007                  | 80,600                 | スペイン、ポルトガル                         |
| ドゥエロ川/ドウロ川    | 895                    | 78,952                 | スペイン、ポルトガル                         |
| グアディアナ川         | 818                    | 67,733                 | スペイン、ポルトガル                         |
| グアダルキビール川     | 657                    | 57,101                 | スペイン                                     |
| フカル川               | 498                    | 21,578                 | スペイン                                     |
| セグラ川               | 325                    | 18,870                 | スペイン                                     |
| ミーニョ川             | 315                    | 16,275                 | スペイン、ポルトガル                         |

### 山地
イベリア半島はとても山がちな地形であり、数多くの山系、山脈、山地、山塊、ピークが存在する。ピレネー山脈はヨーロッパ大陸とイベリア半島を隔てている。ピレネー山脈は西側より東側の標高が高く、最高峰はアネト山(3404m)である。ピレネー山脈中にはアンドラ公国やフランス領のセルダーニュ・フランセーズなどがあり、これらの地域は学術的にイベリア半島に分類される。3,000m級の山々を擁するピレネー山脈は険しい山地であるものの、その両端部は歴史を通じて数多くの民族が行き来しており、山脈の西端にあるバスク地方と東端にあるカタルーニャ地方は山脈を挟んで広がりを見せている。中世にはカタルーニャ伯領が山脈の北側まで広がり、また近世にはナポレオン・ボナパルトなどが山脈の南側まで領土を拡大することを目指した。このため、古くからピレネー山脈がスペインとフランスの自然国境として認知されていたわけではなかった。
イベリア半島北部のビスケー湾岸には東西にカンタブリア山脈が連なり、ピコス・デ・エウロパ山塊のトーレ・セレード(2648m)を最高峰とする。カンタブリア山脈の北側と南側では気候が大きく異なり、ガリシア地方からバスク地方にかけての湿潤な北側はエスパーニャ・ベルデと呼ばれる。半島北西部にはガリシア山塊があり、とても古い上に侵食の激しい岩石からなる。ガリシア山塊の最高峰は2127mのペナ・トレビンカである。
半島の中央部から東部にはイベリコ山系が伸びており、メセタとエブロ川流域の平原を隔てている。イベリコ山系はモンカヨ山塊やアルバラシン山地など多くの山脈で構成されており、標高2313mのモンカヨが最高峰である。大西洋に向かって流れるタホ川/テージョ川やドゥエロ川/ドウロ川、地中海に向かって流れるエブロ川の源流はイベリコ山系にある。
半島の中央部から西部には、東西に長く伸びるセントラル山系があり、東端部でイベリコ山系と接続している。グアダラマ山脈やグレドス山脈など数多くの山脈で構成されるセントラル山系はメセタの北部と南部を隔てており、西端部はスペイン＝ポルトガル国境を超えてポルトガルに至っている。ポルトガルの最高峰はアゾレス諸島のピコ山だが、ポルトガルのイベリア半島部分の最高峰であるトーレ(1993m)はセントラル山系のエストレーラ山地に所在する。セントラル山系の最高峰はグレドス山脈にある標高2592mのアルマンソール峰である。イギリスの小説家ローリー・リーはセントラル山系について、「東西に伸びる城砦はスペインを横断し、住民を別々の人種に分けている」と書いた。
トレド山地は半島中央部から中西部にかけて国境を超えて伸びており、1603mのラ・ビリュエルカが山地の最高峰である。半島南西部にあるシエラ・モレナ山脈はグアディアナ川とグアダルキビール川の流域を隔てている。シエラ・モレナ山脈の最高峰は1332mのバニュエラである。ベティコ山系はイベリア半島の最南端部を西端とし、地中海岸のアリカンテ県まで東西に長く伸びている。ベティコ山系はプレベティコ山系、スブベィコ山系、ペニベティコ山系という3つの支山系に区分される。ペニベティコ山系はシエラネバダ山脈などを内包しており、シエラネバダ山脈にはイベリア半島最高峰、スペインのイベリア半島部分最高峰のムラセン山(3478m)がある。

### 地質

イベリア半島の主要な地質

イベリア半島の2/3以上は古生代に形成され、この時期にイベリア中央山塊、エブロ山塊、カタルーニャ＝バレアレス山塊、ベティカ＝リフ山塊などが生まれた。もっとも頑強な構造であるイベリア山塊はヘルシニア造山運動によって形成されている。北東部はピレネー山脈の褶曲帯と結合しており、南東部ではベティコ山系と結合している。これらふたつのチェーンはいずれもアルプス・ベルトの一部である。半島の西側はマグマに乏しい大西洋の開口部によって形成された大陸境界によって区切られている。ヘルシニア造山期の褶曲帯はほとんど中生代と第三期の岩石に埋もれているものの、東部のイベリコ山系とカタルーニャ海岸山脈を通じて露頭している。
地質は珪土層、石灰層、粘土層という三層からなる。珪土層は主に半島西部に広がり、ガリシア地方、ポルトガル北部、メセタなどに分布している。石灰層は主に半島東部に広がり、ピレネー山脈、カンタブリア山脈東部（バスク山脈）、イベリア山系、ベティコ山系などに分布している。粘土層は北メセタや南メセタの一部、エブロ川・グアダルキビール川・タホ川の各河川流域に分布している。
なおイベリア半島は古生物学的にも重要なポイントで、新旧の恐竜たちが混在する特異な環境だった。

### 気候

スペインにおけるケッペンの気候区分

ポルトガルにおけるケッペンの気候区分

イベリア半島の気候は地域によって大きく変化するが、カンタブリア山脈を境にして乾燥イベリアと湿潤イベリアの二つの地域にわけることができる。カンタブリア山脈以北の北西岸はエスパーニャ・ベルデと呼ばれる、年降水量は800-1,500mmの西岸海洋性気候であり、夏季は涼しく冬季は穏やかである。エスパーニャ・ベルデでもっとも降水量が多い季節は秋季であり、山岳地帯では年降水量が3,000mmに達する場所もある。
カンタブリア山脈以南の地域は乾燥イベリアと呼ばれ、年降水量は800mmに満たない地中海性気候である。夏季は乾燥し、特に内陸部では冬季は寒さが厳しい。乾燥イベリアで降水量が多い季節は春季と秋季であるが、山間部を除けば300-600mmの場所が多い。ラ・マンチャ(La Mancha)地方はアラビア語の「乾いた土地」(al mancha)に由来する。乾燥イベリアでは短期間に豪雨となって降ることが多く、河川の流量に大きな影響を与えることなく蒸発するため、南メセタには砂漠状の地形景観が見られる。乾燥イベリアの中でも地中海岸や大西洋沿岸では海洋の影響を受け、夏季の暑さは比較的酷くなく冬季は暖かい。しかし、ポルトガルの内陸部やスペインのメセタは大陸性の気候であり、夏季は暑く冬季は厳しい寒さとなる。ポルトガル南部やスペイン南部は極度に乾燥する。年降水量約200mmのアルメリア地方はイベリア半島でもっとも乾燥した場所であり、極度に乾燥するのはアフリカ大陸のサハラ砂漠からの季節風の影響を受けるためである。
スペインの内陸部にはヨーロッパでもっとも気温が高い場所があり、コルドバでは7月の日中の平均気温が摂氏約37度となる。スペインの地中海岸では夏季の日中の平均気温が摂氏約30度となるのが一般的である。これらの地域とは対照的に、半島北西部にあるガリシア地方のア・コルーニャでは、夏季の日中の平均気温は摂氏23度をわずかに下回る。涼しく湿度の高い夏季の気候は、半島北岸の大部分の地域に共通している。冬季の気温は夏季の気温より場所による差異が少ない。スペイン内陸部では冬季の降霜が一般的であるものの、日中の最高気温は摂氏0度を上回ることが多い。イベリア半島の最低気温記録はメセタ西部で記録した摂氏マイナス24度、最高気温記録はアンダルシア地方のセビリア県北東部で記録した摂氏45度である。
イベリア半島北部の山間部にはブナ、オーク、クリなどの森林が広がり、また草原や牧場が多く、トウモロコシやリンゴが栽培される。散居集落と零細土地所有制度が一般的である。地中海岸では斜面を開墾して段々畑が築かれることが多く、灌漑農業によって柑橘類が生産されている。柑橘類やオリーブ栽培の北限は地中海性気候の影響する北限と重なる。内陸部のメセタには小麦やブドウが生産されるものの生産性は低く、半島南部はオリーブや穀物が生産される。南部は大土地所有制度による粗放的農業が卓越しており、大半は集住集落となる。アンダルシア地方東部の沿岸部は亜熱帯性気候であり、サトウキビやバナナも栽培される。
| イベリア半島主要地域の平均気温 | イベリア半島主要地域の平均気温 | イベリア半島主要地域の平均気温 | イベリア半島主要地域の平均気温 | イベリア半島主要地域の平均気温 | イベリア半島主要地域の平均気温 | イベリア半島主要地域の平均気温 |
| 都市                           | 分類                           | 最冷月                         | 4月                            | 最暖月                         | 10月                           | 気候帯                         |
| ------------------------------ | ------------------------------ | ------------------------------ | ------------------------------ | ------------------------------ | ------------------------------ | ------------------------------ |
| ア・コルーニャ                 | 最高気温                       | 13.5                           | 16.2                           | 22.8                           | 19.1                           | 西岸海洋性気候(Cfb)            |
| ア・コルーニャ                 | 最低気温                       | 8.0                            | 9.9                            | 16.4                           | 13.0                           | 西岸海洋性気候(Cfb)            |
| ビルバオ                       | 最高気温                       | 13.2                           | 16.8                           | 25.5                           | 20.8                           | 西岸海洋性気候(Cfb)            |
| ビルバオ                       | 最低気温                       | 4.7                            | 7.1                            | 15.2                           | 10.8                           | 西岸海洋性気候(Cfb)            |
| ポルト                         | 最高気温                       | 13.8                           | 18.1                           | 25.7                           | 20.7                           | 地中海性気候(Csb)              |
| ポルト                         | 最低気温                       | 5.2                            | 9.1                            | 15.9                           | 12.2                           | 地中海性気候(Csb)              |
| バルセロナ                     | 最高気温                       | 13.6                           | 18.0                           | 28.5                           | 22.1                           | 地中海性気候(Csa)              |
| バルセロナ                     | 最低気温                       | 4.7                            | 9.4                            | 20.2                           | 13.5                           | 地中海性気候(Csa)              |
| マドリード                     | 最高気温                       | 9.8                            | 18.2                           | 32.1                           | 19.4                           | 地中海性気候(Csa)              |
| マドリード                     | 最低気温                       | 2.7                            | 7.7                            | 19.0                           | 10.7                           | 地中海性気候(Csa)              |
| リスボン                       | 最高気温                       | 14.8                           | 19.8                           | 28.3                           | 22.5                           | 地中海性気候(Csa)              |
| リスボン                       | 最低気温                       | 8.3                            | 11.9                           | 18.6                           | 15.1                           | 地中海性気候(Csa)              |
| セビリア                       | 最高気温                       | 16.0                           | 23.4                           | 36.0                           | 26.0                           | 地中海性気候(Csa)              |
| セビリア                       | 最低気温                       | 5.7                            | 11.1                           | 20.3                           | 14.4                           | 地中海性気候(Csa)              |

## 人文地理

### 国・領域
現代のイベリア半島は政治的に以下の地域に区分される。主に政治的な要因によってスペインとポルトガルが分かれ、13世紀から二か国の国境はほとんど変わっていない。北端部ではドゥエロ川/ドウロ川が、南端部ではグアディアナ川が二か国の国境となっており、深い峡谷で両国が分断されている場所もある。両国の国境付近は人口希薄地帯であり、ポルトガルはイベリア半島の内陸部から切り離されている。スペイン北西部で話されているガリシア語とポルトガル語は中世まで同一言語であり、その後主に発音面で多少の差が生じたが、現在でも非常に似通っており、相互意思疎通が可能である。
| イベリア半島の国・領域 | イベリア半島の国・領域 | イベリア半島の国・領域 | イベリア半島の国・領域 | イベリア半島の国・領域 |
| 国（領域）             | 人口（人）             | 面積(km2)              | 面積比率               | 備考 |
| ---------------------- | ---------------------- | ---------------------- | ---------------------- | --- |
| スペイン               | 約4300万               | 493,519                | 84.7%                  | 人口はスペインの総人口からカナリア諸島やバレアレス諸島などの島嶼部を除外した人口。出典はスペイン国立統計局(INE)。              |
| ポルトガル             | 約1000万               | 89,261                 | 15.2%                  | 人口はポルトガルの総人口からマデイラ諸島やアゾレス諸島などの島嶼部を除外した人口。出典はCensus data スペイン国立統計局(INE)]。 |
| フランス               | 12,035                 | 540                    | 約0.1%                 | ピレネー山中にあるセルダーニュ・フランセーズの人口。学術的にこの地域はイベリア半島に含まれる。                                 |
| アンドラ公国           | 84,082                 | 468                    | 約0.1%                 | 学術的にピレネー山中にあるアンドラ公国はイベリア半島に含まれる。1993年に国際連合に加盟。                                       |
| 英領ジブラルタル       | 29,431                 | 7                      | 約0.001%               | イベリア半島南端部にあるイギリスの海外領土。1713年からイギリス領。                                                             |

### 主要都市圏
| イベリア半島の都市圏人口（2015年） | イベリア半島の都市圏人口（2015年） | イベリア半島の都市圏人口（2015年） | イベリア半島の都市圏人口（2015年） | イベリア半島の都市圏人口（2015年） |
| 順位                               | 順位                               | 都市圏                             | 地域                               | 都市圏人口                         |
| 半島                               | 世界                               | 都市圏                             | 地域                               | 都市圏人口                         |
| ---------------------------------- | ---------------------------------- | ---------------------------------- | ---------------------------------- | ---------------------------------- |
| 1                                  | 56                                 | マドリード首都圏                   | マドリード州                       | 6,171,000                          |
| 2                                  | 83                                 | バルセロナ都市圏                   | カタルーニャ州                     | 4,693,000                          |
| 3                                  | 166                                | リスボン首都圏                     | リスボン地方                       | 2,666,000                          |
| 4                                  | 315                                | バレンシア都市圏                   | バレンシア州                       | 1,561,000                          |
| 5                                  | 333                                | ポルト都市圏                       | ノルテ地方                         | 1,474,000                          |
| 6                                  | 444                                | セビリア都市圏                     | アンダルシア州                     | 1,107,000                          |
| 7                                  | 648                                | ビルバオ都市圏                     | バスク州                           | 756,000                            |
| 8                                  | 679                                | サラゴサ都市圏                     | アラゴン州                         | 723,000                            |
| 9                                  | 685                                | マラガ都市圏                       | アンダルシア州                     | 716,000                            |

### 主要都市
| イベリア半島の都市人口（2011-12年） | イベリア半島の都市人口（2011-12年） | イベリア半島の都市人口（2011-12年） | イベリア半島の都市人口（2011-12年） |
| 順位                                | 都市                                | 地域                                | 都市人口                            |
| ----------------------------------- | ----------------------------------- | ----------------------------------- | ----------------------------------- |
| 1                                   | マドリード                          | マドリード州                        | 3,233,527                           |
| 2                                   | バルセロナ                          | カタルーニャ州                      | 1,620,943                           |
| 3                                   | バレンシア                          | バレンシア州                        | 797,028                             |
| 4                                   | セビリア                            | アンダルシア州                      | 702,355                             |
| 5                                   | サラゴサ                            | アラゴン州                          | 679,624                             |
| 6                                   | マラガ                              | アンダルシア州                      | 567,433                             |
| 7                                   | リスボン                            | リスボン地域                        | 547,631                             |
| 8                                   | ムルシア                            | ムルシア州                          | 441,354                             |
| 9                                   | ビルバオ                            | バスク州                            | 351,629                             |
| 10                                  | アリカンテ                          | バレンシア州                        | 334,678                             |
| 11                                  | コルドバ                            | アンダルシア州                      | 328,841                             |
| 12                                  | バリャドリッド                      | カスティーリャ・イ・レオン州        | 311,501                             |
| 13                                  | ビーゴ                              | ガリシア州                          | 297,733                             |
| 14                                  | ヴィラ・ノヴァ・デ・ガイア          | ノルテ地方                          | 288,749                             |
| 15                                  | ヒホン                              | アストゥリアス州                    | 277,554                             |
| 16                                  | ルスピタレート・ダ・リュブラガート  | カタルーニャ州                      | 257,057                             |
| 17                                  | ア・コルーニャ                      | ガリシア州                          | 246,146                             |
| 18                                  | ビトリア＝ガステイス                | バスク州                            | 242,223                             |
| 19                                  | ポルト                              | ノルテ地方                          | 237,559                             |
| 20                                  | グラナダ                            | アンダルシア州                      | 239,017                             |

### 土地利用
1973年時点での土地利用を見ると、スペインは耕地40%、牧草地・森林・未利用地50%、その他10%であり、ポルトガルは耕地38%である。同時期には日本の耕地率が16%、デンマークが62%、イタリアが50%だった。スペインの農業収益性は低く、1973年時点ではフランスの1/3に過ぎなかった。

#### 農業

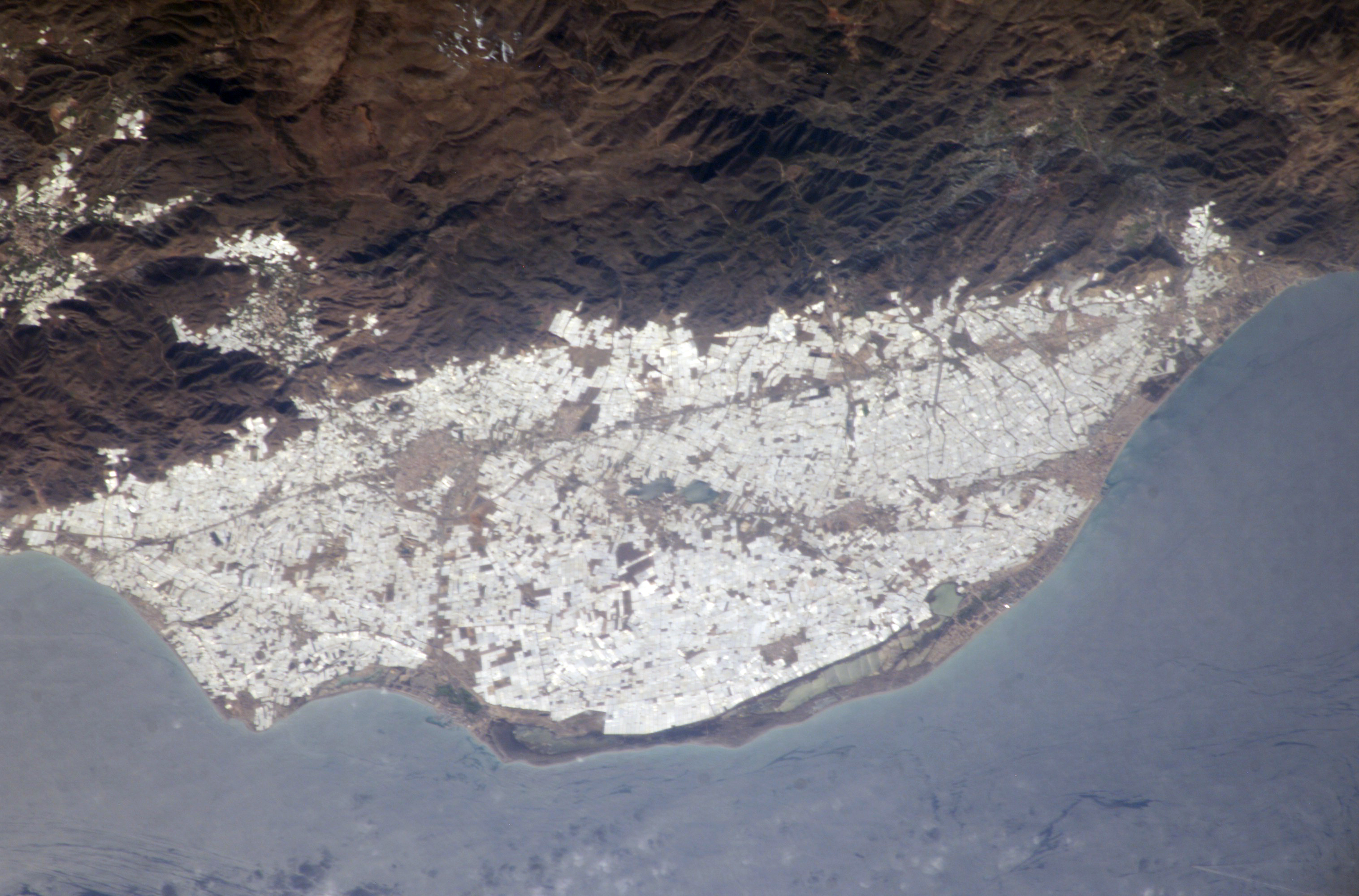
アルメリア県のビニールハウス群「プラスティックの海」

主要な農作物は小麦、大麦、ライ麦、トウモロコシ、コメ、ジャガイモ、ブドウ、オリーブ、オレンジ、イチジク、コルクガシなどである。イベリア半島は世界最大のコルク産地であり、概して小麦は半島南部で、トウモロコシは半島北部で、コメは半島中部で栽培されている。スペインは世界有数の柑橘類輸出国であり、オレンジ、マンダリン、レモンなどを生産している。1971-72年度には185万トンのオレンジ、38万トンのマンダリン、12万トンのレモン、7000トンのグレープフルーツを生産し、オレンジ生産量の60-65%、マンダリン生産量の80-90%が、特に欧州経済共同体(EEC)諸国に輸出した。特にバレンシア州の3県が柑橘類の主要な産地であり、競合相手はイスラエルとモロッコである。
1970年のスペインのコメの作付面積は6.5万ヘクタール（同年の日本は292万ヘクタール）、コメ生産量は40万トンであり、作付面積や生産量は少ないものの、面積あたりの収量は世界第3位だった。バレンシア県、セビリア県、タラゴナ県がスペインにおけるコメの三大産地であり、アルブフェーラ潟やエブロ川・デルタなどで栽培されている。

### 言語

イベリア半島の言語の変遷

孤立した言語のバスク語を除いて、今日のイベリア半島で話されている言語の大半は俗ラテン語に起源を持つ。その歴史を通じて、イベリア半島では同時代に多くの言語が話されていたが、その多くは消滅したか使用されなくなった。バスク語はイベリア半島と西ヨーロッパに生き残っている唯一の非インド・ヨーロッパ語族の言語である。現代のイベリア半島では、約3,000-4,000万人がスペイン語を、約1,000万人がポルトガル語を、約900万人がカタルーニャ語（バレンシア州ではバレンシア語と呼ばれる）を、約300万人がガリシア語を、約100万人がバスク語を話す。この数字にはバイリンガルやトリリンガルの数字も含まれており、この5言語がイベリア半島で広く話されている言語である。スペイン語とポルトガル語はイベリア半島という枠を超えて世界中に拡大しており、世界言語となっている。

## 歴史

### 先史時代

#### 旧石器時代
イベリア半島に人類が居住していた形跡は約50-40万年前に溯る。これら最古の住人は原人類で、火を使い、石斧・石刃をはじめとする石器をつくり、洞窟に住んでいた。
1848年には半島南端のジブラルタル付近で化石人類の人骨が発見された。その後も数カ所で発見された化石人骨は、いずれもネアンデルタール人に属する。約20万年前頃にはすでにネアンデルタール人が活動しており、最終氷期までその活動は続いた。現生人類のホモ・サピエンスの活動は、この最終氷期に始まった。クロマニョン人がピレネー山脈を越えてフランス方面からやって来たと見られている。彼らが残した文化は、マドレーヌ文化と呼ばれる。日常の道具は、狩猟漁労の石刃・鑿・鏃・弓矢・石の銛・石槍などと釣り針などの骨角器が発明された。洞窟に住み、壁面や岩に牛や山羊などの動物を描いた。これらの遺跡はピレネー山脈を間に挟んで、南フランスのドルドーニュ地方と、北スペインのカンタブリア地方に分布する。これらは紀元前2万5000年から紀元前1万年までの間に描かれたと見られている。このうち代表的なものは約1万5,000年前のアルタミラ洞窟で、1879年に発見された。狩猟の成果を祈る呪術的な理由で壁画を描いたとされている。
なおこの頃のクロマニョン人はハプログループI2a (Y染色体)に属していたと考えられる。

#### 新石器時代
約1万年前にウルム氷期が終わり、気候は温暖化した。地質年代では、完新世に入った。この頃のイベリア半島では、人類の活動は低調であった。北部のピレネー山中で絵を描いた石を特徴とするアジル文化、カンタブリアから大西洋岸に貝塚を残したアストゥリアス文化、洞窟壁画などの遺跡が残っている。ちょうどその時期には、地中海東端のメソポタミアで農耕が始まっており、紀元前5000年から紀元前4000年紀にイベリア半島に伝播した。当時の農耕は素朴なものであったが、まもなく大規模な農耕文化が伝わり、イベリア半島は新石器時代に入っていった。この時期の文化は半島の東南部の地中海沿岸地方に多く見られる。とりわけ半島南部のアルメリアが農耕文化受容の拠点の一つと考えられている。代表的な遺物に籠目（かごめ）模様の土器があり、アルメリア近辺、セビーリャからコルドバ付近、東部地中海沿岸、西はポルトガルのタホ川/テージョ川周辺、北はバスク地方にまで幅広く分布している。土器以外にはドルメン（支石墓）があり、この巨石文化は今もなお謎に包まれているが、一般に太陽崇拝や死者崇拝などの宗教的な遺物であると考えられている。南部のアンダルシア、北部のガリシア、ピレネー地方、南部のポルトガルに広がる。
イベリア半島に農耕と巨石文化をもたらしたのはハプログループG2a (Y染色体)と考えられ、先住のクロマニョン系ハプログループI2a (Y染色体)と共存していたようである。

#### 青銅器時代
新石器時代と明確な区分はないが、紀元前2500年頃に青銅器時代に入る。はじめに銅器が、次いで青銅器が用いられるようになった。これらの金属器は、地中海を渡って伝播してきたが、半島には鉱山資源が豊富にあるためやがて自作するようになった。農耕文化受容の拠点であったアルメリアでは、早くから銅器が用いられ、紀元前2000年頃に最盛期を迎えた。アルメリア文化と呼ぶ。集団埋葬の墳墓から推定して、氏族社会であったと考えられている。紀元前1500年頃には青銅器の使用が始まり、紀元前100年頃まで繁栄した。代表的な遺跡名からエル・アルガール文化（青銅器文化）と呼ぶ。この頃から籠や壺形の甕棺を用い、個人別に家屋の地下に埋葬された。この文化は半島全域に広がり、錫を産出する西部のガリシア地方とアルメリアの二大中心地が形成され、東部地中海地方や南部都市との交易も盛んになった。さらに大西洋を越えたブルターニュやアイルランドなどとの交易も盛んに行われた。紀元前1000年頃を境に、半島の青銅器文化は沈滞していった。しかし、青銅器時代に培った地中海文化圏やヨーロッパ先史文化圏との強い結びつきが、これ以後も引き続き諸民族と交流していく。
青銅器時代には、イベリア半島にインド・ヨーロッパ語族を話すハプログループR1b (Y染色体)に属す人々が到達した。

### 古代
イベリア半島に最初に定住したのはイベリア人であり、その後断続的にケルト人がやってきて、次にフェニキア人やギリシア人などの地中海民族が植民市を建設した。紀元前3世紀にはローマ人が半島を征服し、約700年間の支配下でラテン語化が進行した。古代イベリア人が先住民を「イベレス」と呼んだのがイベリアの語源であるが、もともとはピレネー山脈南側の地域を漠然と指す単語だった。

### ローマ帝国支配下
ローマ人は（現在のポルトガルも含む）半島全土をヒスパニアと呼び、このラテン語名がスペイン（エスパーニャ）の由来となった。

### イスラーム支配下
ローマ帝国滅亡後はゲルマン系の西ゴート王国の支配下に置かれるが、550年代から約数十年間、南部が東ローマ帝国の支配下に置かれたことがある。東ローマ帝国は南部にスパニア属州を設置して支配し、ローマ帝国再建の足がかりにしようとしたが、最終的には西ゴート王国に征服され、その試みは失敗に終わっている。征服年に関しては624年、625年、628年、629年、634年以降の5つの説があり、確定していない。711年のウマイヤ朝のターリク・イブン＝ズィヤードにより西ゴート王国は滅亡、イスラーム史上最初の世襲王朝であるウマイヤ朝が西ゴート王国に代わって半島を支配することになる。ウマイヤ朝が滅亡するとその子孫がイベリア半島へ逃亡し、後ウマイヤ朝を建てる。

### レコンキスタから現代まで
イベリア半島北部においては、アラゴン王国やレオン王国、カスティーリャ王国、ポルトガル王国などのキリスト教国が建国され、レコンキスタを推し進めていった。一方、南部においては、1031年に後ウマイヤ朝が自滅し、多数のイスラーム系小王国（タイファ）が割拠する状態となった。後に、アフリカ大陸のイスラーム王朝であるムラービト朝、その後ムワッヒド朝の支配下に置かれた。
次第に力をつけていったキリスト教国は、イスラーム王朝を南へ南へと圧迫し、その支配領域を広げていく。1479年にはアラゴン王フェルナンド2世とカスティーリャ女王イサベル1世の結婚によりスペイン王国が成立、レコンキスタに拍車がかかり、1492年にはイベリア半島最後のイスラーム王朝であるナスル朝が滅ぼされ、イベリア半島からイスラーム王朝は完全に駆逐された。
以降はスペイン王国とポルトガル王国がイベリア半島を支配することになった。スペイン王国はイスラーム教徒やユダヤ教徒に改宗を強要し、異端尋問をよりどころにして国家統合を進めた。ポルトガルもユダヤ教徒を弾圧してカトリックへの統合を進めており、半島の両国は対抗宗教改革の牙城となった。20世紀後半の両国に登場した独裁者であるサラザールとフランシスコ・フランコもまた、カトリックを国家理念とした統治を行っている。スペイン・ポルトガル両国による大航海時代の到来には、大西洋と北アフリカに近いイベリア半島の地理的位置が大きく影響しており、またレコンキスタを推し進めたエネルギーが半島外部に向かったとも言われている。中世の半島は様々な言語が話される他言語状況が生まれ、今日のスペインでも言語問題が残っている。